# عليان (اسم)
عليان هو اسم علم مذكر من أصل عربي، ومعناه هو الضخم الطويل.

## شخصيات تحمل الاسم
- عليان باشا أبو طقيقة
- عليان باي

## وصلات خارجية
- موسوعة السلطان قابوس لأسماء العرب نسخة محفوظة 5 أبريل 2019 على موقع واي باك مشين.